# Liběšice (Želenice)
Liběšice (německy Liebschitz) jsou vesnice a část obce Želenice, od které leží dva kilometry jižně v okrese Most v Ústeckém kraji. Nacházejí se mezi Želenickým vrchem a Bořněm na Liběšickém potoku, který se pod osadou vlévá do řeky Bíliny. Řeka spolu se silnicí I/13 a železniční tratí 130 odděluje Liběšice od Želenic. Po silnici I/13 jsou Liběšice vzdálené asi 2,5 kilometru jižně od Bíliny a osm kilometrů severovýchodně od města Mostu. Osadou prochází rovněž silnice ze směru od Želenic na Svinčice a Chouč. Liběšice se nacházejí v nadmořské výšce 202 metrů nad mořem.

## Název
Název vesnice původně zněl Ľuběšovici (lidé Ľuběšovi), ale brzy se změnil na Liběšovice (ves lidí Liběšových), a navíc byl zkrácen na tvar Liběšice. V historických pramenech se jméno objevuje ve tvarech: Lubessouichi (okolo roku 1057), Libiessowicz (1389), Lybessowicze (1467), Libiessowicze (1498), Lybessowicze (1577), Libiessicze (1596), Lybiessycze (1613), Libschitz a Lybessiczky (1787) a Libeschitz nebo Libssice (1833).

## Historie
Liběšice jsou prvně písemně doloženy již v tzv. zakládací listině litoměřické kapituly z roku 1057, kdy vesnici kníže Spytihněv II. daroval nově založenému kostelu svatého Štěpána. Ve vsi byl poplužní dvůr, dnes chalupa čp. 1 s areálem, ke kterému patří brána, výměnek a stodola. Tyto stavby jsou nemovitou kulturní památkou.

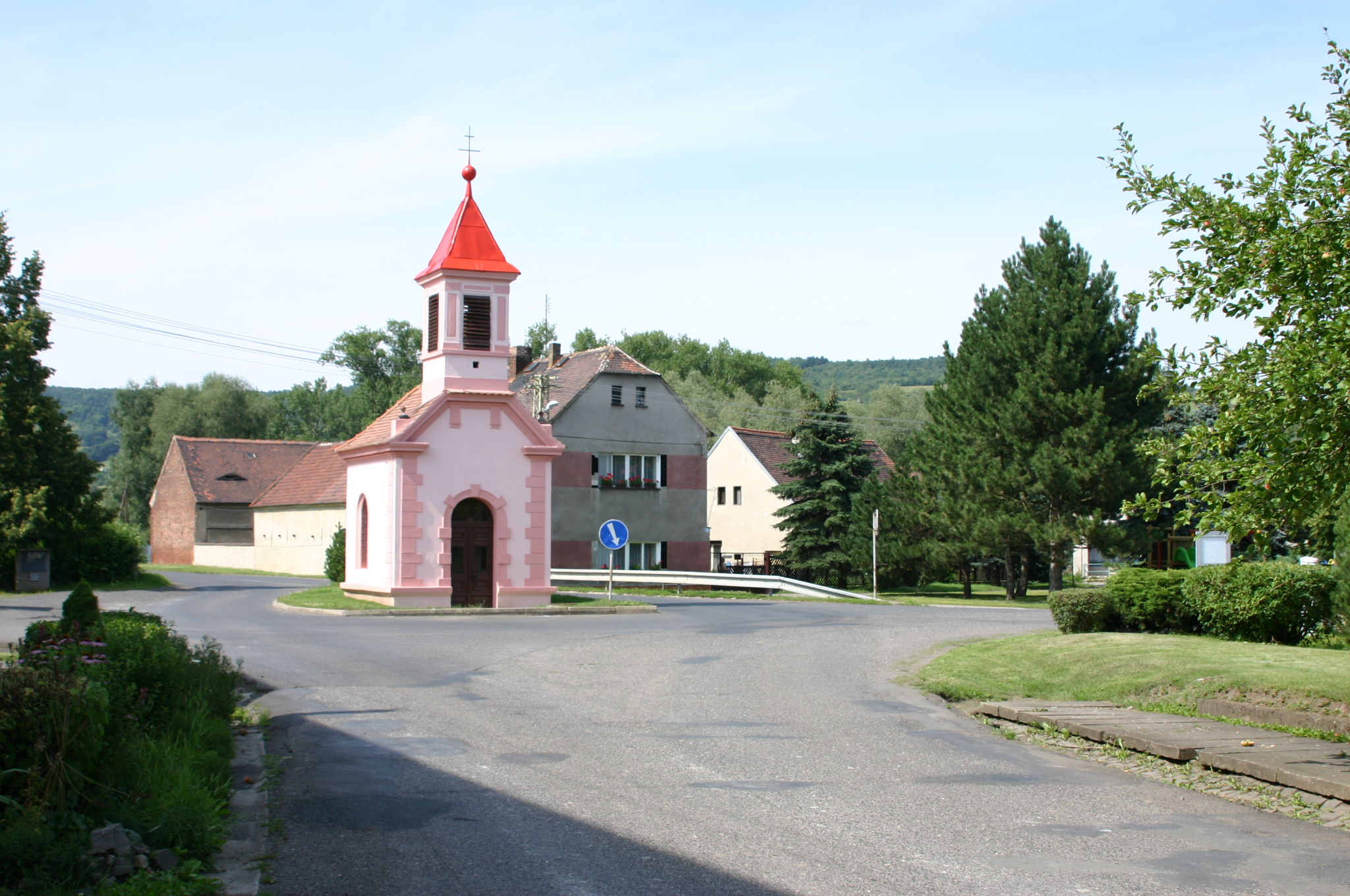
Náves s opravenou kapličkou

Do roku 1848 byly Liběšice součástí panství bílinské větve Lobkoviců. Liběšice spadaly do farního obvodu Želenice, v obci byla postavena kaple Nejsvětější Trojice, která je dnes obnovená.
Okolí Liběšic je významným raně středověkým archeologickým nalezištěm.

## Obyvatelstvo
Při sčítání lidu v roce 1921 zde žilo 222 obyvatel (z toho 110 mužů), z nichž bylo 28 Čechoslováků a 194 Němců. S výjimkou jedenácti lidí bez vyznání se hlásili k římskokatolické církvi. Podle sčítání lidu z roku 1930 měla vesnice 262 obyvatel: 112 Čechoslováků, 148 Němců, jednoho příslušníka jiné národnosti a jednoho cizince. Převažovala výrazná římskokatolická většina, ale žilo zde také deset evangelíků, jedenáct členů církve československé, dva příslušníci jiných nezjišťovaných církví a 23 lidí bez vyznání.
|                                                                   | 1869 | 1880 | 1890 | 1900 | 1910 | 1921 | 1930 | 1950 | 1961 | 1970 | 1980 | 1991 | 2001 | 2011 | 2021 |
| ----------------------------------------------------------------- | ---- | ---- | ---- | ---- | ---- | ---- | ---- | ---- | ---- | ---- | ---- | ---- | ---- | ---- | ---- |
| Obyvatelé                                                         | 138  | 157  | 201  | 166  | 230  | 222  | 262  | 200  | 191  | 203  | 178  | 123  | 122  | 137  | 128  |
| Domy                                                              | 22   | 26   | 32   | 32   | 40   | 39   | 48   | 54   | —    | 52   | 52   | 54   | 57   | 58   | 57   |
| Počet domů z roku 1961 je zahrnut v domech místní části Želenice. |      |      |      |      |      |      |      |      |      |      |      |      |      |      |      |

## Obecní správa
Po roce 1850 se staly osadou obce Želenice v okrese Teplice. V letech 1896–1935 náležely do okresu Duchcov a poté až do roku 1960 do okresu Bílina. Od roku 1960 se Liběšice nacházejí v okrese Most.